# Lotus Mk1
La Lotus Mark 1 è stata la prima auto progettata e costruita da Colin Chapman, realizzata in esemplare unico nel 1948.

## Storia
Nel 1947 Colin Chapman era uno studente non ancora ventenne all'Università di Londra: in seguito alla sua partecipazione come passeggero ad una gara di trial, decise di costruire un'auto per competere nella categoria.
La vettura utilizzava la meccanica e il telaio di una Austin 7 del 1928; La carrozzeria, costruita da Chapman stesso, era costituita da pannelli sottili di alluminio uniti a fogli di compensato.  Le sospensioni furono modificate per eliminare la tendenza al sovrasterzo in curva tipica della Austin Seven, mentre alcuni miglioramenti al motore resero possibile un aumento della potenza erogata fino a 15 hp.
A partire dalla primavera del 1948 la Mark 1 venne utilizzata da Chapman e dalla futura moglie Hazel per le gare del campionato inglese di trial, una competizione a tempo su un terreno difficile; pertanto la vettura venne continuamente sviluppata e modificata. Furono montati pneumatici e cerchioni più grandi e l'asse anteriore venne diviso e fissato al centro in modo da poter montare delle sospensioni indipendenti.
Ben presto Chapman si rese conto che il motore della Austin Seven non era in grado di garantire una buona competitività nelle gare: decise perciò di intraprendere un nuovo progetto, che avrebbe dato origine alla Lotus Mk2. La Mk1 fu utilizzata per l'ultima volta da Chapman nel 1950 e poi venduta nello stesso anno.

## La Mk1 oggi
Nonostante le ricerche durante gli anni, dell'unico esemplare della Mk1 non esiste più alcuna traccia e si ritiene scomparso. Tuttavia ne è stata creata una replica il più possibile fedele all'originale da un appassionato inglese.